# Жанна д’Арк (опера)
Жа́нна д’Арк (итал. Giovanna d'Arco) — опера Джузеппе Верди в трёх действиях с прологом, премьера которой состоялась 15 февраля 1845 года в театре Ла Скала, Милан. В основе либретто, написанного Темистокле Солера лежит драма Орлеанская дева Фридриха Шиллера и события из жизни Жанны д’Арк.

## История создания
Партия Жанны писалась специально для Эрминии Фреццолини. Позднее опера была поставлена на другое либретто. По требованию цензуры были удалены намёки на освободительную борьбу, а повествование перенесено в древнюю Грецию.

## Роли
| Роль                                                                            | Голос   | Исполнитель на премьере 15 февраля 1845 года Дирижёр: Эудженио Каваллини |
| ------------------------------------------------------------------------------- | ------- | ------------------------------------------------------------------------ |
| Жанна д’Арк                                                                     | сопрано | Эрминия Фреццолини                                                       |
| Карл VII, король Франции                                                        | тенор   | Антонио Поджи                                                            |
| Тальбот, английский командир                                                    | бас     | Франческо Лодетти                                                        |
| Джакомо, отец Жанны, пастух в Дом-Реми, (вымышленный персонаж)                  | баритон | Филиппо Колини                                                           |
| Делил, французский офицер, (вымышленный персонаж)                               | тенор   | Наполеоне Маркони                                                        |
| Хор: французский народ, французские офицеры, английские солдаты, демоны, ангелы |         |                                                                          |

## Сюжет

### Пролог
1 сцена: Домреми, большой зал замка, 1429 (Столетняя война).

Ситуация, в которой оказались арманьяки кажется безвыходной: Орлеан, город, в котором проживает королевская династия, осаждён английскими солдатами и вот-вот падёт. Народное ополчение Домреми и обитатели дворца проклинают англичан (Qual v’ha speme? — Maledetti cui spinge rea voglia). Король выступает перед народом и объявляет о своём уходе. Он обосновывает это тем, что ему приснился сон, в котором ему предложили сложить его шлем и меч в точно указанном месте — в самом центре леса под дубом, а рядом — образ девы Марии, — чтобы спасти Францию. Когда он узнаёт, что подобное место есть неподалёку от деревни (Dipinta imago, e simile loco fra noi qui v’è), он желает немедленно отправиться туда, однако народ удерживает его от этого опрометчивого поступка, ведь в том самом месте царит зло (Allor che i flebili — nell’orribile foresta). Но вопреки этому Карл уходит в лес.
2 сцена: ночью в лесу у деревни Домреми; часовня на скале рядом с церковью, под ней — каменная скамья. Небо тёмное и беспокойное.
Жак один: он напуган тем, что Жанна часто спит во время ночных бурь под этой сосной, поэтому она связана со злыми силами. И теперь он, желая узнать правду, спрятался в дупле.
Жанна появляется на сцене и становится на колени перед часовней. Она искренне верит в то, что она избрана спасти Францию, однако она сомневается, что груз этой божьей миссии ей по силам.
На сцене появляется Карл. Он понимает, что попал туда, куда стремился, кладёт свои шлем и меч и начинает молиться. Звучит хор злых и добрых духов, слышимый лишь для Жанны. Демоны насмехаются над Жанной (Tu sei bella, tu sei bella! Pazzerella, che fai tu?), в то время как ангелы напоминают ей о её миссии. Как только Жанна замечает Карла, она сразу узнаёт в нём короля и представляется ему как будущая защитница Орлеана. Карл видит в её взгляде божье пламя.
Оба уходят со сцены уже более обнадёженные. Но Жак, который стал свидетелем этой сцены, думает, что он-то знает правду: Жанна из безумной любви к королю(per folle amor del re!) позволила демонам овладеть её сердцем.

### Акт первый
1 сцена: Лагерь английских войск где-то в поле. В удалении виден город Реймс. Английские солдаты разбились на группы по несколько человек.

Английские солдаты требуют у своего предводителя Тальбота командовать отступление и отправляться в Англию, ведь Орлеан для них потерян и многие храбрые солдаты пали под его стенами, против «Легионов демонов» они, увы, бессильны.
Появляется Жак, его душа в смятении (i suoi atti dimostrano il disordino della mente). Он объясняет, что мог бы помочь пленить виновников поражения английского войска. На вопрос, кто он, собственно, такой, Жак отвечает, что он, хотя и француз, но его родина, в первую очередь, — это его честь в его сердце. И так как Карл Бесчестный разочаровал его, он хочет сразиться вместе с англичанами против недостойного. Это вновь окрылило англичан, и они провозгласили, что сожгут своих врагов на пылающих кострах возмездия. В Жаке вновь просыпаются отцовские чувства, он оплакивает свою дочь в арии «Воспоминания о дочери, предавшей отца» (È memoria d’una figlia che tradiva il genitor). Но, в конце концов, английские солдаты вместе с Тальботом и Жаком отправляются в путь, чтобы отомстить «трусливому обманщику» (Карлу).
2 сцена: Сад в стенах Реймса.

Жанна одна: Она знает, что её миссия исполнена, но тем не менее её преследуют ощущения, к которым она не желает прислушиваться (Le mie fibre scuote un senso, un turbamento, che interrogar pavento). В смятении чувств она принимает окончательное решение, возвращаться домой. Появляется Карл. Он не понимает, почему Жанна хочет его покинуть — ведь он её любит. Пока Жанна остаётся при своём решении, вернуться на родину, но она признаёт в себе любовь к Карлу и открывается ему. И в этот момент она снова слышит голоса ангелов, которые остерегают её доверять обманчивым чувствам (Guai se terreno affetto accoglierai nel cor!). Пред ней является образ отца и она слышит его голос: «Умри, неверная!» (Muori, o Sacrilega!). Тут появляется Делил с отрядом солдат, чтобы препроводить короля на коронацию. Жанна должна сопровождать короля. Жанна идёт рядом с Карлом, который расписывает её будущее в ярких красках, однако она желает лишь пасть чистой и невинной на поле битвы. В своей дальнейшей жизни она видит лишь ежедневные муки (Ogni giorno di mia vita sia pur giorno di dolor!). Её убеждают в этом снова лишь ей слышимые победные голоса злых духов (Vittoria, vittoria! Plaudiamo a Satàna).

### Акт второй
Реймс, площадь перед кафедральным собором.
Народ радуется предстоящей коронации, и особенно воспевает свою «избавительницу» (nostra redentrice) Жанну.
На сцене появляется Жак (Ecco il luogo e il momento!). Он окончательно прощается со своей ролью отца и становится «Карающим пламенем Христа Распятого» (Io qui di padre tutte fibre detergo, e del Signor crucciato or fulmine divento).
После окончания церемонии коронации Жанна хочет бежать, но Карл выводит её к народу, встаёт на глазах у всех пред ней на колени и провозглашает её второй повелительницей Франции после него. В этот момент появляется Жак и обвиняет Жанну в союзе с демонами. Все глубоко поражены (Un gel trascorrere sento per l’ossa). На трёхкратный вопрос отца (пред именем Божьим, родителей, а также её матери) Жанна отвечает молчанием. И после третьего вопроса внезапно гремит гром и сверкает молния — теперь все уверены в виновности Жанны (Si, la colpa è manifesta). Народ проклинает Жанну и изгоняет «ведьму» из города (Via la strega! — Fuggi, o donna maledetta).

### Акт третий
Лагерь английского войска, лестница, ведущая на вершину башни, с которой видно расположенное неподалёку поле битвы.
Жанна, закованная в цепи, ожидает своей казни. У основания башни уже сложен костёр для её сожжения. Слышны звуки сражения и раздаётся крик: «Французы!» Жанна молится: она любила, но ей хватит и единого мига, чтоб снова стать чистой пред Богом. Все её мысли и чувства обращены лишь к нему.
Жак, незримый для Жанны, слышит её молитву и осознаёт, насколько неправильно и несправедливо он поступил со своей дочерью. И он освобождает её — и она бросается в битву. И вот англичане повержены, однако Жанна смертельно ранена.
Её несут на носилках и оплакивают её смерть. Очнувшись на миг из забытья, Жанна в бреду спрашивает о её знамени, которое ей якобы вручает Карл. В миг её смерти небеса освещаются тысячами падающих звёзд (una siderea luce).

## Комментарии к содержанию

### Общественное устройство
Низкое происхождение Жанны в опере мало отображено. Лишь голоса злых духов упоминают об этом: Vedete stoltezza di questa villana che nunzia è del cielo, che dicesi pura! (Эта глупая крестьянская девчонка считает, что она чиста и послана Богом). Карл говорит, что он полюбил Жанну с первого взгляда, и, кажется, её происхождение не играет для него никакой роли. При первой же встрече она покорила его: Parla, imponi al tuo suddito! …(повелевай мной, приказывай мне). И народ считает, что Жанна должна была сопровождать Карла на коронацию. И это чествование плохо вяжется с её происхождением, и не ясно, чем вызвано её возвышение — её харизмой и великолепием или же славой, добытой в сражениях. Верди в своей опере совсем не отображает типичную для средневековья иерархическую картину, несмотря на то, что для этого предоставлено много возможностей. И гендерная проблема затронута здесь едва-едва. Лишь в прологе была возможность уяснить, что изначально Жанне, как женщине, не суждено было стать воительницей, и лишь по воле Бога и для исполнения порученной им миссии она взялась за оружие.

### Характеристика
Сюжет оперы разворачивается вокруг трёх главных действующих лиц: Жанна, Карл и Жак, отец Жанны. Драматургически важной фигурой является Жак. Он постоянно совершает действия, форсирующие разворачивающиеся события и, к тому же, обладает интересным характером. Особенно ярко представлено его превращение из заботливого отца, переживающего за судьбу дочери, в религиозного фанатика, одержимого предрассудками.

### Основные конфликты
- Жак против Жанны, Жак против Карла
- Внутренний конфликт Жанны: религиозность против «лживых» чувств (вера против любви)
- Война между Англией и Францией